# Physalis hintonii
Physalis hintonii är en potatisväxtart som beskrevs av Umaldy Theodore Waterfall. Physalis hintonii ingår i släktet lyktörter, och familjen potatisväxter. Inga underarter finns listade i Catalogue of Life.